# 札幌市交通局580形電車
札幌市交通局580形電車（さっぽろしこうつうきょく580がたでんしゃ）は、札幌市交通局が1956年に導入した札幌市電の路面電車車両である。

## 概要
1956年（昭和31年）に登場した。581～585号の5両。
570形後期車をベースとした車両で、ほぼ同一設計であるが、ビューゲルがZ形パンタグラフに変更となり、ドアエンジンも初めて装備された。車輪は弾性車輪となり乗り心地が向上した。
585号は初めて室内照明に蛍光灯を採用した。台車を鋳鋼製からプレス鋼板の溶接組み立てとしたため、585号のみ重量が僅かに軽い。
登場当初の塗色は窓周りが淡緑、ほかは濃緑であった。後に330形と同様の塗色に変更されたが、ステンレスの飾り帯は付けられず、白帯となった。
製造当初は正面右側の運転台上部に小型の方向幕が設置されていたが、1960年（昭和35年）に中央に大型の物を設置する改造を行った。
1965年（昭和40年）に581号がA850形に車体と主要機器を譲って廃車となり、582～585号も1971年（昭和46年）に廃車となった。

## 主要諸元
- 全長：11,000mm
- 全幅：2,230mm
- 全高：3,675mm
- 自重：14.0t
- 定員：90人
- 出力・駆動方式：37.3kW×2・吊り掛け式
- 台車型式：住友金属FS-71（581～584号）、日本車輌N-101（585号）